# جوزف میلارد
جوزف میلارد (به انگلیسی: Joseph Hopkins Millard) سناتور سابق عضو حزب جمهوری‌خواه ایالات متحده آمریکا بود. وی در سال ۱۹۰۱ تا ۱۹۰۷ میلادی سناتور ایالت نبراسکا در سنای ایالات متحده آمریکا بود.